# North Dandalup
North Dandalup är en ort i Australien. Den ligger i kommunen Murray och delstaten Western Australia, omkring 64 kilometer söder om delstatshuvudstaden Perth. Antalet invånare är 341.
Runt North Dandalup är det mycket glesbefolkat, med 5 invånare per kvadratkilometer.. Närmaste större samhälle är Pinjarra, omkring 16 kilometer sydväst om North Dandalup.
I omgivningarna runt North Dandalup växer huvudsakligen savannskog. Genomsnittlig årsnederbörd är 943 millimeter. Den regnigaste månaden är september, med i genomsnitt 174 mm nederbörd, och den torraste är februari, med 9 mm nederbörd.